# 苏景和
苏景和（1918年10月1日—2020年2月9日），男，河北秦皇岛人，中国抗日战争地下活动家，曾在1944年前后将众多韩国青年护送至西安光复军部队，为韩国独立运动做出了巨大贡献。

## 生平
1918年生于直隶省北戴河。苏景和在南京國立中央大學读书时与韩国留学生趙一文相识，后参加“韩族同盟”学生社团，投入抗日救国运动。他负责在南京搜集侵华日军动向情报、招募光复军等任务。1944年初，大韩民国临时政府一地下工作者遭日本警察逮捕后，日方借机开始大举扣押在南京的韩国留学生。之后，苏景和开始执行护送韩国青年北上的任务，将三批青年从南京护送至西安光复军部队，总数多达百余人。1946年，光复军总司令池青天表彰苏景和的义举，授予其“褒赏状”。
1950年，苏景和通过干部选拔考试，在华东地区的物资供应处工作。文化大革命期间因当年帮助当时与中国处于敌对关系的韩国而遭到政治迫害，全家被下放至安徽的农场劳动。文革结束后，他虽然返回上海复职，但已经无法享受干部待遇。1992年中韩建交后，苏景和与赵一文再会。在赵一文的推荐下，苏景和于1996年获颁韩国建国勋章爱族章。
2020年2月9日在上海的一家医院逝世，终年101岁。2020年6月5日，韩国驻上海总领事馆总领事崔泳杉一行代表韩国政府前往浦东三林烈士陵园，为苏景和补办追悼会。